# Poni
Poni ist eine Provinz in der Region Sud-Ouest im westafrikanischen Staat Burkina Faso mit 313.003 Einwohnern (2013) auf 7351 km².
Die Provinz besteht aus den Departements Kampti, Loropéni, Bouroum-Bouroum, Bousséra, Djigouè, Gaoua, Gomblora, Nako, Périgban und Malba. Hauptstadt ist Gaoua.